# DIVE into YOURSELF
「DIVE into YOURSELF」（ダイブ・イントゥ・ユアセルフ）は、HIGH and MIGHTY COLORの7枚目のシングル。

## 解説
このシングルの発売を記念して、限定で公開レコーディング「DIVE into YOUR VOICE」を開催した。参加する者は、ホームページにある参加申し込み欄に記入し、抽選で当たった人に参加券ハガキが送られてくる。
初回盤にはラバーバンドが各色6種類ランダムで封入されており、MVではメンバーそれぞれが6種類それぞれのラバーバンドをつけている。

## 収録曲
| 全作詞・作曲・編曲: HIGH and MIGHTY COLOR。 |                                               |                       |                       |      |
| #                                           | タイトル                                      | 作詞                  | 作曲・編曲            | 時間 |
| 1.                                          | 「DIVE into YOURSELF」                        | HIGH and MIGHTY COLOR | HIGH and MIGHTY COLOR | 3:48 |
| 2.                                          | 「フライングミュージック」                    | HIGH and MIGHTY COLOR | HIGH and MIGHTY COLOR | 3:44 |
| 3.                                          | 「背徳の情熱 〜Urgent Immoral Passion Mix〜」 | HIGH and MIGHTY COLOR | HIGH and MIGHTY COLOR | 5:08 |
| 4.                                          | 「DIVE INTO YOURSELF（Less Vocal Track）」    | HIGH and MIGHTY COLOR | HIGH and MIGHTY COLOR | 3:46 |
| 合計時間:                                   | 合計時間:                                     | 16:26                 |                       |      |

### 楽曲解説
1. DIVE into YOURSELF
カプコン・PS2用ゲームソフト『戦国BASARA2』オープニング曲。後に発売されたWii用ソフト『戦国BASARA2英雄外伝 ダブルパック』に同梱されている移植版と、PS3用ソフト『戦国BASARA HD Collection』に収録されているHDリマスター版では別の曲に差し替えられている。
元ネタは、SASSYとカズトである。
ライブで盛り上がる曲を作りたいと思ったために作られた曲。
歌詞表記に誤記がある。
2. フライングミュージック
M-ON!『Harmony with the Earth ID』テーマソング
タイトル曲と同じくアップテンポな楽曲になっている。
3. 背徳の情熱 〜Urgent Immoral Passion Mix〜
原型版は『傲音プログレッシヴ』に収録されている。

## 公開レコ
| 公演年 | 公演名              | 公演日  | 都道府県 |
| ------ | ------------------- | ------- | -------- |
| 2006   | DIVE into YOURVOICE | 8月14日 | 福岡     |
| 2006   | DIVE into YOURVOICE | 8月15日 | 名古屋   |
| 2006   | DIVE into YOURVOICE | 8月16日 | 東京     |
| 2006   | DIVE into YOURVOICE | 8月22日 | 広島     |
| 2006   | DIVE into YOURVOICE | 8月23日 | 大阪     |
| 2006   | DIVE into YOURVOICE | 8月24日 | 新潟     |
| 2006   | DIVE into YOURVOICE | 8月25日 | 仙台     |
| 2006   | DIVE into YOURVOICE | 8月27日 | 札幌     |

## 収録アルバム
- 参 (#1、YOUR VOICE Version)
- 10 COLOR SINGLES (#1)
- BEEEEEEST (#1)